# Darevskia dahli
Espèce
Synonymes
- Lacerta saxicola dahli Darevsky, 1957
- Lacerta dahli Darevsky, 1957

Statut de conservation UICN

 NT  : Quasi menacé
Darevskia dahli est une espèce de sauriens de la famille des Lacertidae.

## Répartition
Cette espèce se rencontre en Arménie, en Géorgie et en Ukraine.

## Description
Cette espèce est parténogenique. Elle est le résultat de l'hybridation inter-spécifique entre les espèces bisexuelles Darevskia portschinskii et Darevskia mixta selon Murphy, Fu, MacCulloch, Darevsky et Kupriyanova.

## Étymologie
Cette espèce est nommée en l'honneur de Sergei Konstantinovich Dahl.

## Publication originale
- Darevsky, 1957 : Fauna amphiby i presmykajushchikhsya Armenii i ego zoogeografichesky analiz (Systematics and ecology of rock lizards (Lacerta saxicola Eversmann) in Armenia). Zoologicheskii Sbornik, Akademiya Nauk Armyanskoi SSR, vol. 10, p. 27-57.